# Talaba
Les talaba sont un corps de fonctionnaires chargés de diffuser la doctrine almohade et de vérifier la conformité des décisions prises dans les provinces de l'empire almohade (XIIe et XIIIe siècle). D'après al-Yasa‘ cité par Ibn al-Qattan, les talaba occupaient la 4e place dans la hiérarchie sociale almohade.
Les premiers talaba sont les disciples d'Ibn Toumert chargés de propager le dogme almohade parmi les tribus. Sous le calife Abd al-Mumin, la structure est maintenue. Les prédicateurs continuent de diffuser la propagande almohade parmi les tribus. Petit à petit, les talaba passent d'un groupe informel de disciples missionnaires à un véritable corps d'inspecteurs-doctrinaires.
Les talaba sont chargés de « prescrire le bien et d'interdire le mal » ; de ce devoir découlent toutes leurs fonctions éducatives, scientifiques, juridiques, administratives. Les talaba acquièrent même des responsabilités militaires dans l'armée, et en particulier dans la flotte. C'est en effet dans la flotte que la domination des talaba était la plus forte, puisqu'elle était entièrement soumise à l'autorité des talabat al-ustul. Si la direction des opérations revenait aux gouverneurs, les talaba se voyaient souvent confier des sous-direction militaires et même des opérations.
Selon Émile Fricaud (1997), il y avait deux catégories de talaba, les talaba de la Présence, qui accompagnaient le calife dans tous ses déplacements, et les talaba des Almohades nommés dans les provinces.
D'après Abdelwahid al-Marrakushi, le corps des talaba était fourni par les Masmoudas. Toutefois, les talaba étaient également recrutés parmi les Andalous et les Sanhadja de Tasgirt, autour d'Azemmour dans la plaine de Doukkala.